# 圣洛伦佐-因巴纳莱
圣洛伦佐-因巴纳莱（義大利語：San Lorenzo in Banale），是意大利特伦托自治省的一个市镇。总面积61平方公里，人口1181人，人口密度19.4人/平方公里（2009年）。ISTAT代码为022166。